# Rob Schneider
 (avril 2019).
Si vous disposez d'ouvrages ou d'articles de référence ou si vous connaissez des sites web de qualité traitant du thème abordé ici, merci de compléter l'article en donnant les références utiles à sa vérifiabilité et en les liant à la section « Notes et références ».
Pour les articles homonymes, voir Schneider.
Rob Schneider est un acteur, scénariste, producteur de cinéma et réalisateur américain, né le 31 octobre 1963 à San Francisco.

## Biographie
Natif de San Francisco, Rob Schneider est le benjamin d'une famille de cinq enfants et est fils d'une mère philippine et un père de confession juive. À 15 ans, il commence à écrire des blagues et donne des spectacles dans des cabarets locaux. Les albums et les films des Monty Python, Richard Pryor, Gene Wilder et Peter Sellers l'inspirent en grande partie dans ses sketchs.
Étudiant au Terra Nova High School de Pacifica, il décroche, en 1987, son premier contrat : une apparition au Late Night with David Letterman. Pour se faire un nom, il polit ses sketchs en faisant l'ouverture dans les cabarets de San Francisco pour des artistes comme Jay Leno, Jerry Seinfeld et Dana Carvey.
En 1988, il épouse London King, un mannequin. Leur mariage ne dure que deux ans. De leur courte union naîtra leur fille Elle King.
En 1990, lors du 13th Annual Young Comedians Special, au réseau HBO, Lorne Michaels, réalisateur de Saturday Night Live, découvre Schneider et l'engage comme rédacteur pour son émission. Lorsqu'il travaille pour SNL, il fréquente l'actrice Julia Sweeney.
Pour son premier rôle important au cinéma, il interprète un officier sous-marinier agaçant, Martin T. Pascoe dans Touche pas à mon périscope (1996) de David S. Ward avec Kelsey Grammer. En 1998 et 1999, Rob a l'occasion de s'illustrer dans quelques films de son bon ami Adam Sandler. Il décroche son premier rôle vedette dans Deuce Bigalow : Gigolo à tout prix.
Il est marié depuis le 23 avril 2011 avec Patricia Azarcoya Arce. Le couple a deux filles : Miranda Scarlett (née le 16 novembre 2012) et Madeline Robbie (née le 14 septembre 2016).
Le film familial Un Quartier Totalement Wouf !, produit par Haim Saban, dont il est l’une des stars avec Dolph Lundgren, Jerry O'Connell, Jennifer Love Hewitt, Eric Roberts, Danny Trejo et Malcolm McDowell, paru en 2021 aux Etats-Unis, sort en 2023 en France sur Amazon Prime.

## Filmographie

### comme acteur
- 1990 : Martians Go Home : Le Rob Schneider : Le chef indien / Le voleur martien voyeur
- 1990 : Saturday Night Live ("Saturday Night Live") (série télévisée) : divers rôles (1990-1994)
- 1991 : L'Équipe des casse-gueule (Necessary Roughness) de Stan Dragoti : Chuck Neiderman
- 1992 : Maman, j'ai encore raté l'avion ! (Home Alone 2: Lost in New York) de Chris Columbus : Cedric, service aux chambres
- 1993 : Surf Ninjas : Iggy
- 1993 : Demolition Man de Marco Brambilla : Erwin
- 1993 : Les Allumés de Beverly Hills (The Beverly Hillbillies) : Woodrow Tyler
- 1995 : Judge Dredd de Danny Cannon : Herman Ferguson (Fergie)
- 1996 : Touche pas à mon périscope (Down Periscope) : Martin T. Pascoe (Marty)
- 1996 : Pinocchio (The Adventures of Pinocchio) : Volpe
- 1996 : Men Behaving Badly (série télévisée) : Jamie Coleman
- 1996 : Seinfeld (série télévisée) : Bob (saison 7, épisode 18)
- 1997 : Sammy the Screenplay (vidéo) : L'agent
- 1998 : Piège à Hong Kong (Knock Off) : Tommy Hendricks
- 1998 : Susan a un plan (Susan's Plan) : Steve
- 1998 : Waterboy (The Waterboy) : Townie
- 1999 : Deuce Bigalow : Gigolo à tout prix (Deuce Bigalow: Male Gigolo) : Deuce Bigalow
- 1999 : Big Daddy : Nazo
- 1999 : Les Muppets dans l'espace (Muppets From Space) : producteur TV
- 2000 : Little Nicky : Townie
- 2001 : The Mummy Parody (TV) : Imhotep
- 2001 : Animal ! L'Animal... (The Animal) : Marvin
- 2002 : Les Aventures de Mister Deeds (Mr Deeds) : Nazo, le livreur italien
- 2002 : Huit Nuits folles d'Adam Sandler (Eight Crazy Nights) : Serveur chinois / Narrateur (voix)
- 2002 : Une nana au poil (The Hot Chick) : Clive Maxtone / Jessica Spencer
- 2003 : The Electric Piper (TV) : Rinky-Dink-Dink (voix)
- 2004 : Amour et Amnésie (Les 50 premiers Rendez-Vous)(50 First Dates) de Peter Segal : Ula
- 2004 : Le Tour du monde en quatre-vingts jours (Around the World in 80 Days) : San Francisco Hobo
- 2005 : Mi-temps au mitard (The Longest Yard) : Townie
- 2005 : Back to Norm (TV) : Lui-même / Divers rôles
- 2005 : Deuce Bigalow : Gigolo malgré lui (Deuce Bigalow: European Gigolo) : Deuce Bigalow
- 2006 : Crazy Party : Tony
- 2006 : La Revanche des losers (The Benchwarmers) : Gus
- 2007 : Quand Chuck rencontre Larry : le pasteur asiatique
- 2008 : Le Grand Stan (Big Stan) : Big Stan
- 2008 : Histoires enchantées (Bedtime Stories) : Le chef indien / Le voleur
- 2008 : Rien que pour vos cheveux (You Don't Mess with the Zohan), de Dennis Dugan : Salim
- 2009 : American Virgin : Ed Curtzman
- 2010 : Copains pour toujours (Growns Up)
- 2011 : Et maintenant... N'embrassez pas la mariée (You May Not Kiss the Bride) : Ernesto
- 2015 : The Ridiculous 6 de Frank Coraci : Ramon
- 2017 : Sandy Wexler de Steven Brill :Firuz
- 2020 : The Wrong Missy de Tyler Spindel : Komante
- 2020 : Hubie Halloween de Steven Brill
- 2022 : Home Team de Charles Kinnane et Daniel Kinnane : Jamie
- 2025 : Happy Gilmore 2 : Townie

### comme Scénariste
- 1997 : Sports Illustrated: Swimsuit '97 (TV)
- 1999 : Deuce Bigalow : Gigolo à tout prix
- 2001 : Animal ! L'animal... (The Animal)
- 2002 : Une nana au poil

### comme Producteur
- 2001 : Animal ! L'Animal... (The Animal)

### comme Réalisateur
- 2007 : Le Grand Stan
- 2010 : The Chosen One (en)

## Doublage
- 2016 : Norm : Normand
- 2023 : Chip Chilla : Chum Chum Chilla

## Distinctions
- 2000 : Razzie Awards du pire acteur dans un second rôle pour le film Big Daddy (1999)
- 2000 : Blockbuster Entertainment Awards du meilleur acteur dans une comédie pour le film Gigolo à tout prix (1999)
- 2006 : Razzie Awards du pire scénario, du pire couple et du pire acteur pour le film Gigolo malgré lui (2005)
- 2007 : Razzie Awards du pire acteur pour le film La Revanche des losers (2006) et Little Man (2006)
- 2008 : Razzie Awards du pire acteur dans un second rôle pour le film Quand Chuck rencontre Larry (2007)
- 2008 : Razzie Awards du pire acteur de la décennie pour les films Little Nicky (2000), Animal ! L'Animal... (2001), Une nana au poil (2002), Gigolo malgré lui (2005), Little Man (2006), Crazy Party (2006), La Revanche des losers (2006) et Quand Chuck rencontre Larry (2007)
- 2011 : Razzie Awards du pire acteur dans un second rôle pour le film Copains pour toujours (2010)

## Parodie dansSouth Park
Rob Schneider apparaît dans le quinzième épisode de la Saison 6 de la série animée South Park, Le plus gros connard de l'univers, titre qui qualifie John Edward, lui aussi largement parodié tout au long de cet épisode.
Rob Schneider apparaît comme un acteur jouant des rôles ridicules voire grotesques, jusqu'à interpréter une carotte, une agrafeuse ou encore "dou bidou bidou bi di dou".

## Voix françaises
En France, Rob Schneider n'a pas de voix françaises régulières, néanmoins Éric Métayer et Emmanuel Curtil l'ont doublé à deux reprises chacun.
- Éric Métayer dans :
  - Gigolo malgré lui
  - Copains pour toujours
  - The Ridiculous 6

- Emmanuel Curtil dans : 
  - Piège à Hong Kong
  - Home Team
  - "La revanche des losers

Et aussi
- Denis Laustriat dans Maman, j'ai encore raté l'avion
- Éric Etcheverry dans Les Allumés de Beverly Hills
- Jacques Bouanich dans Judge Dredd
- Daniel Lafourcade dans Susan a un plan
- Ludovic Baugin dans Waterboy
- Mostéfa Stiti dans Big Daddy
- Éric Legrand dans Une nana au poil
- Jérôme Pauwels dans Amour et Amnésie
- Gilles Morvan dans Le tour du monde en quatre-vingts jours
- Patrice Baudrier dans Little Man
- Jean-Pierre Michaël dans Le Grand Stan
- Marc Perez dans Rien que pour vos cheveux
- Omar Sy dans Norm (voix)
- Nessym Guetat dans Sandy Wexler
- Thierry Kazazian dans The Wrong Missy
- Laurent Morteau dans Leo (voix)